# 穆特·穆法利杰
穆特·穆法利杰（阿拉伯语：‎，1996年8月19日—）是沙特阿拉伯的职业足球运动员，司职后卫。现效力于沙特阿拉伯职业足球联赛的塔亞文，也代表沙特阿拉伯国家足球队。

## 荣誉
希拉尔
- 沙特阿拉伯职业足球联赛冠军：2017-18、2020-2021、2021-2022
- 沙特國王盃冠军：2019-2020
- 沙特超级盃冠军：2018、2021
- 亚足联冠军联赛冠军：2021

艾塔亞文
- 沙特國王盃冠军：2019